# Rustam Totrov
Rustam Totrov (n. 15 iulie 1984, Ordjonikidze, RSFS Rusă, URSS) este un luptător ce a reprezentat Rusia, medaliat olimpic. A participat la o ediție a Jocurilor Olimpice (2012) în care a câștigat o medalie de argint.

## Participări
Lista de mai jos prezintă principalele competiții la care a participat Rustam Totrov de-a lungul carierei.
- wrestling at the 2012 Summer Olympics – men's Greco-Roman 96 kg[*]